# ウインターミーティング
野球のウインターミーティングは、メジャーリーグベースボール（MLB）の30チームおよび160を超すマイナーリーグベースボール（MiLB）の全チーム運営関係者らが一堂に会し、来季以降のリーグ運営のほか、各選手の去就などについて直接話し合うイベントで、毎年オフシーズンの12月上旬に4-5日間開催される。

## 概要
参加者はMLBおよびマイナーリーグのフロント代表、チームオーナー、ゼネラルマネージャー（GM）、監督、チームスカウト、NPBを含む野球実施国からの来賓者、FA移籍やトレード交渉のための関係者（代理人他）、スポーツメーカー、マイナーリーグで働こうとする就職希望者など多岐に渡る。
ウインターミーティング最終日には、各チームの40人枠外（マイナー契約）の現役選手をMLB各チームが指名して獲得できる『ルール・ファイブ・ドラフト』が行われる。
近年は以下の日程で開催されている。
- 2014年 第113回ウインターミーティング 12月7日 - 11日（カリフォルニア州サンディエゴ・ヒルトンサンディエゴベイフロント）[2]
- 2015年 第114回ウインターミーティング 12月3日 - 6日（テネシー州ナッシュビル）[5]
- 2016年 第115回ウインターミーティング 12月4日 - 8日（メリーランド州プリンスジョージズ郡オクソンヒル）[6]
- 2017年 第116回ウインターミーティング 12月10日 - 14日（フロリダ州オーランド・ウォルト・ディズニー・ワールド・リゾート）[7]
- 2023年 第121回ウインターミーティング 12月4日 - 8日（テネシー州ナッシュビル・ゲイロード・オープリーランド）[8]

### 他の行事

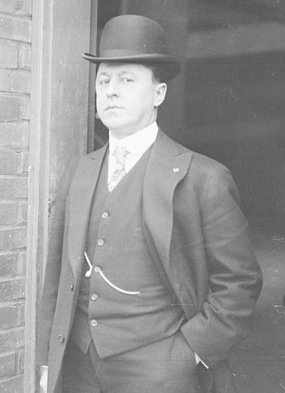
パンツ・ローランド：1951年の野球王賞の最初の受賞者

ウインターミーティングでは、リーグ運営会議や選手の移籍交渉だけでなく、様々なイベントや会合が催される。会場で行なわれるプロ野球雇用機会ジョブフェア（就職フェア）、セミナー、ワークショップ、トレードショーといったビジネスイベント、テレビ局の公開放送なども、アメリカ野球界の一大行事を彩る一部となっている。
1951年以降は、『野球王』のタイトルが晩餐会でマイナーリーグのヴェテランに授与されている。加えて、アメリカ野球殿堂に関わる以下の行事も開催されている。
- 現在引退した選手や活動していない人を選ぶ唯一の機関であるベテランズ委員会を引き継いだ選出機関が開かれ選出する。
- 放送で卓越したと認められるフォード・C・フリック賞受賞者が発表される[11]。
- 全米野球記者協会が卓越したと認められる記者のJ.G.テイラー・スピンク賞受賞者を発表する[12]。フリック賞とスピンク賞は共に毎年の野球殿堂入り行事の一環として行われる。
- 年次スカウト賞は特別なレセプションで行われる.[13]。

## 歴史
12月にオフシーズンミーティングを行う野球の伝統は、ナショナルリーグの最初のオフシーズン1876年に遡る。1876年のミーティングで、ウィリアム・ハルバートがリーグの代表に選ばれ、2つのチーム（ニューヨーク・ミューチュアルズとフィラデルフィア・アスレチックス）が、1876年の日程を終えられなかったためにリーグから追放された。

## 参照
1. ↑  Buck Peden (2011). Baseball, Golf, Wars, Women & Puppies: An Autobiography. AuthorHouse. p. 195. ISBN 1456758438
2. 1 2 3  "“2014 Baseball Winter Meetings returns to San Diego after three decades”.   Minor League Baseball (2014年). 2014年12月11日閲覧。
3. ↑  Jonathan Horn (2014年12月9日). “Baseball Jobs: Will work for peanuts”. U-T San Diego. 2014年12月11日閲覧。
4. ↑  Zach Links (2014年12月11日). “2014 Rule 5 Draft Results” (英語). MLB Trade Rumors. 2014年12月11日閲覧。
5. ↑  “San Diego to host 2014 baseball winter meetings”. ESPN. (2011年12月7日) 2017年12月11日閲覧。 {{cite news}}: 不明な引数|agent=は無視されます。 (説明)⚠
6. ↑  “2016 Winter Meetings - Agenda and Event” (英語).   Minor League Baseball. 2017年12月11日閲覧。
7. ↑  “2017 Winter Meetings - Agenda and Event” (英語).   Minor League Baseball. 2017年12月11日閲覧。
8. ↑  “ホテルのスタッフも「オオタニはド軍?」 異常な注目度…移籍交渉大詰めで会場ソワソワ”. Full-Count（フルカウント） ― 野球ニュース・速報・コラム ― (2023年12月3日). 2023年12月5日閲覧。
9. ↑  “FA交渉やトレード、果てはMLB関連業界への就活まで!メジャーリーグの巨大ビジネス市が凄い”. ハーバービジネスオンライン. (2015年12月11日) 2018年12月12日閲覧。
10. ↑  “King of Baseball Award by Minor League Baseball”.  Baseball Almanac (2014年). 2014年12月11日閲覧。
11. ↑  “Ford C. Frick Award”.   National Baseball Hall of Fame. 2014年12月11日閲覧。
12. ↑  Geltner, Ted (2012). Last King of the Sports Page: The Life and Career of Jim Murray. University of Missouri Press. p. 203. ISBN 0826272738
13. ↑  Sandoval, Jim; Nowlin, Bill, eds (2011). Can He Play? A look at baseball scouts and their profession. Society for American Baseball Research. p. 165. ISBN 1933599235

## 読み物
- Lewin, Josh (2004). Getting in the Game: Inside Baseball's Winter Meetings. Brasseys. ISBN 1574887912